# Klemm Kl 107
Die Klemm Kl 107 ist ein ziviles Reise- und Übungsflugzeug der Leichtflugzeugbau Klemm GmbH.

## Geschichte
Mit der Klemm Kl107 knüpften Hanns Klemm und Carl Bucher Ende 1938 an die Entwicklung des Kabinenflugzeugs Klemm Kl 105 an, dessen Teilschalenstruktur sich als zu schwer für einen kleinen Leichtflugzeugmotor erwiesen hatte. Da die Struktur der Klemm Kl105 für die Aufnahme leistungsstärkerer, schwerer Motore nicht geeignet war, wurden die weiteren Entwicklungsarbeiten unter der Bezeichnung Klemm Kl107 mit verstärkten Teilschalen fortgeführt.
Der Prototyp der Klemm Kl107-V1 (WNr. 1650, D-EXKL) entstand Anfang 1939 aus den bereits fertiggestellten Rumpfteilschalen der Klemm Kl105-V5, deren Struktur allerdings grundlegend verstärkt wurde. Äußerlich unterschied sich der erste Prototyp der Klemm Kl107 daher kaum von der Klemm Kl105. Der Erstflug erfolgte im Mai 1939 in Böblingen. Bereits zwei Monate später ging der Prototyp während der Erprobung am 5. Juli 1939 wegen Tragflächenbruchs aufgrund eines Materialfehlers verloren. Der Klemm Chefpilot Helmut Kalkstein kam dabei ums Leben. Die Fertigstellung des bereits im Bau befindlichen zweiten Prototyps Kl107-V2 (WNr. 1656, D-ERKS) verzögerte sich daraufhin bis in den Sommer 1940. Dieser Prototyp erwies sich ebenso wie ein weiterentwickelter dritter Prototyp auf Grund der strukturellen Verstärkungen als zu schwer. Erst durch eine neue Rumpfformgebung und eine Verlängerung des Rumpfs gelang es Bucher Anfang 1941 mit dem vierten Prototyp (WNr. 1658, D-EPFM), die Teilschalenstruktur zu vereinfachen.
Inzwischen hatte das Reichsluftfahrtministerium (RLM) den Bauauftrag über 20 Klemm Kl107 als Nullserie für das zweisitzige Ausbildungsflugzeug erteilt. Bucher überarbeitete 1941 den von der Klemm Kl105 übernommenen Cockpitbereich nochmals grundlegend mit einer neuen Kabinenverglasung und nach vorne klappbaren Einstiegstüren. Der fünfte und letzte Prototyp Kl107-V5 (WNr. 1659, D-ESKL) unterschied sich äußerlich damit erheblich von seinen Vorgängern. Er war gleichzeitig die Mustermaschine für die im Sommer 1941 anlaufende Nullserienfertigung und ging im Juli 1941 zur Mustererprobung an die Erprobungsstelle in Rechlin. Da die Parallelentwicklung der Bücker Bü 181 zu diesem Zeitpunkt bereits in Serie gefertigt wurde, bestand seitens des RLM an einer Serienfertigung der Klemm Kl107 kein Interesse mehr. Auch die geplante Nullserie wurde nach Fertigstellung des ersten Flugzeugs aufgegeben. Insgesamt entstanden damit zwischen 1939 und 1941 nur sechs Maschinen des Typs Klemm Kl107.

### Nachkriegsentwicklung
Nach dem Zweiten Weltkrieg wurde 1954 zwischen Ludwig Bölkow und Hansjürgen Klemm eine Wiederaufnahme der Produktion angeregt. Der frühere Klemm-Konstrukteur Carl Bucher überarbeitete den Entwurf der Klemm Kl107-V5. Der Prototyp der Klemm Kl107A entstand 1956 bei der Wolf Hirth GmbH in Nabern. Der Erstflug fand am 4. September 1956 unter Leitung des früheren Klemm-Chefpiloten Karl Voy in Stuttgart-Echterdingen statt.
Da sich der 90-PS-Motor bei der Erprobung als schwach erwiesen hatte und die Verkaufschancen für eine dreisitzige Variante der Klemm Kl107 inzwischen deutlich höher eingeschätzt wurden, konstruierte Bucher die Klemm Kl107 Anfang 1957 auf den 150 PS starken Lycoming O-320-A2A Motor um. Der umgebaute Prototyp der nun dreisitzigen Klemm Kl107B flog in dieser Konfiguration erstmals im März 1957. Sie stellte die Musterkonfiguration für den geplanten Serienbau dar.
Im Oktober 1957 wurde die Klemm Flugzeuge GmbH als Gemeinschaftsunternehmen der Bölkow-Entwicklungen KG von Ludwig Bölkow und der Klemm Vermögensverwaltung von Hannsjürgen Klemm gegründet. In diesem Unternehmen wurden sämtliche Rechte an der Nachkriegsentwicklung der Klemm Kl107 gebündelt. Unter Leitung von Hannsjürgen Klemm war das Unternehmen für die Vermarktung und den Vertrieb der Klemm Kl107 verantwortlich. Für die Serienfertigung der Klemm Kl107B gründete Ludwig Bölkow im März 1958 in Nabern die Apparatebau Nabern GmbH. Sie erwarb von der Klemm Flugzeuge GmbH die Lizenzrechte zum Bau der Klemm Kl107 im Auftrag der Klemm Flugzeuge GmbH.
Die Serienfertigung der Klemm Kl107B lief im Sommer 1958 in Nabern an. Nach Fertigstellung einer Nullserie von 10 Flugzeugen übernahm Ludwig Bölkow von Hannsjürgen Klemm im Mai 1959 sämtliche Anteile an der Klemm Flugzeuge GmbH, die kurze Zeit später in die Apparatebau Nabern GmbH integriert wurde.

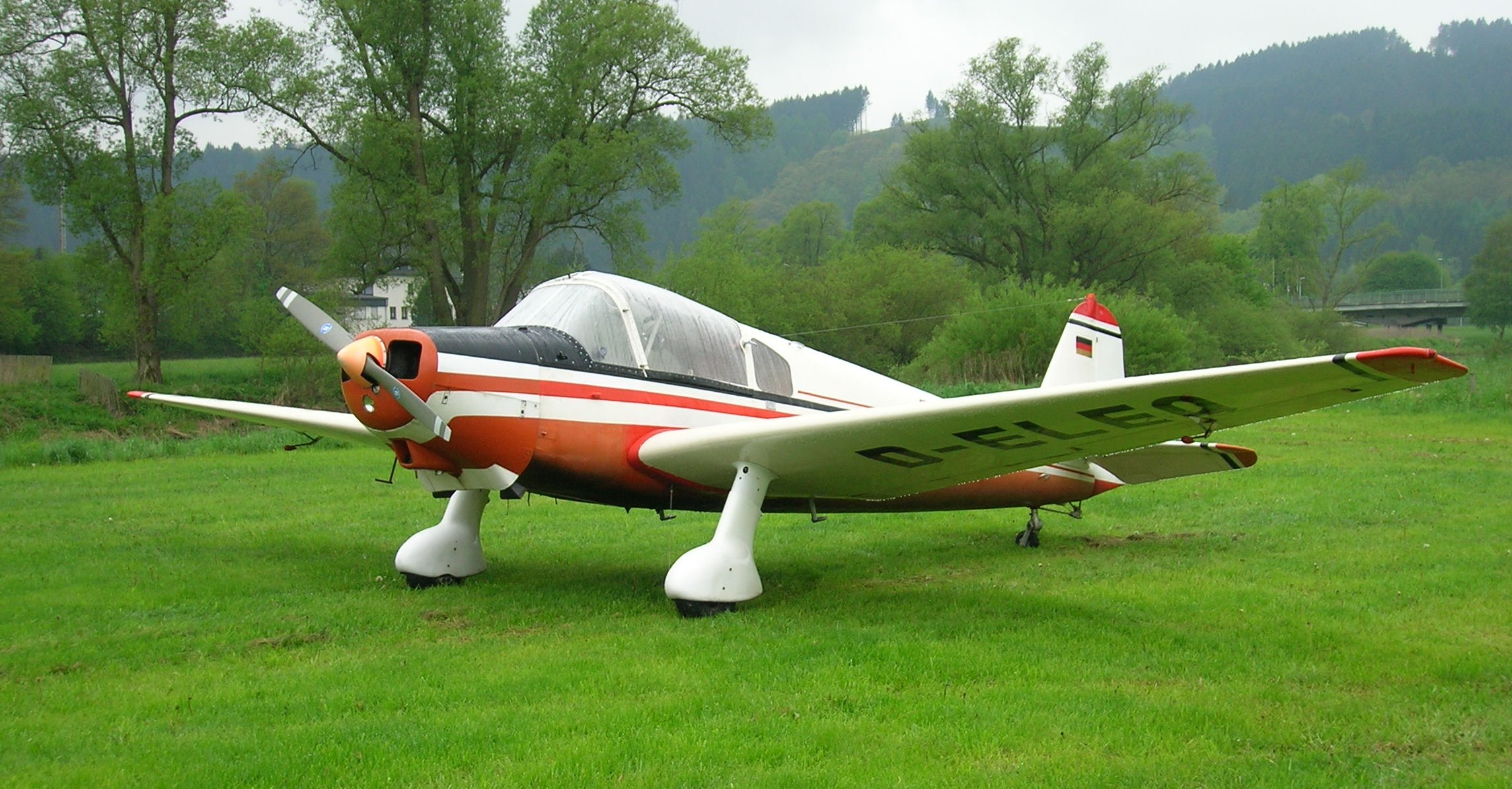
Klemm Kl 107 C

Da die Rechte an Bölkow übergegangen waren, entwickelte dieser das Flugzeug weiter und so kam im Oktober 1959 die Klemm Kl107C auf den Markt. Sie löste die Klemm Kl107B nach 24 gebauten Exemplaren in der Serienfertigung ab. Von der Klemm Kl107C wurden bis 1961 nur 29 Stück gebaut, was seine Gründe in der veralteten Holzbauweise und der engen Kabine hatte.
Um den Absatz zu verbessern, wurde 1958/59 vom Bölkow-Ingenieur Erich Ufer aus der Klemm Kl107C die Klemm Kl107D (ein noch größerer Viersitzer mit stärkerem Motor) entwickelt, was praktisch eine Neukonstruktion darstellte. Der Prototyp mit Lycoming-Vierzylindermotor O-360A mit 132 kW hatte am 10. Oktober 1960 in Nabern seinen Erstflug. Die Serienfertigung der Klemm Kl107D wurde von Nabern in das Bölkow-Werk nach Laupheim verlagert, wo im April 1961 das erste Flugzeug fertiggestellt wurde. Auf Grund eines Namensrechtsstreits zwischen Ludwig Bölkow und Hannsjürgen Klemm wurde die Typenbezeichnung der Klemm Kl107D im Mai 1961 erst in Bölkow F207 und dann im Juli 1961 in Bölkow Bo 207 geändert. Noch im selben Jahr nahmen der zweite Prototyp und die erste Serienmaschine der Bo 207 am Deutschlandflug teil. Die Serienfertigung der Bölkow Bo 207 endete 1963 nach 92 gebauten Exemplaren.

## Konstruktion
Die Kl 107 ist ein freitragender Tiefdecker in Ganzholz-Teilschalenbauweise mit starrem Normalfahrwerk und gegenüber der Klemm 105 konstruktiv verstärkt, vergrößert und mit stärkeren Motoren ausgerüstet. Außerdem wurden noch Landeklappen eingebaut. Die Zwei-Mann-Besatzung sitzt nebeneinander in einer geschlossenen Kabine. Als Antrieb dient ein Vierzylinder-Reihenmotor Hirth HM 500 mit 105 PS.
Nach dem Zweiten Weltkrieg entstand unter Carl Bucher mit der Klemm Kl107A eine überarbeitete Version der Klemm Kl107-V5, die auf die inzwischen veränderten Werkstoffe und notwendigen Ersatzmotore ausgerichtet war. Äußerlich unterschied sich der Nachkriegsentwurf von seinen Vorgängern durch den breiten US-amerikanischen Boxermotor und eine vollständig neugestaltete Vollsichthaube, sowie das freitragende Fahrwerk grundlegend. Als Antrieb sah Bucher einen 90 PS starken Lycoming C90-Boxermotor vor. Durch Umrüstung auf einen 150 PS Lycoming O-320-A2A entstand hieraus die dreisitzige Klemm Kl107B.
Die Klemm Kl107C besaß ein breiteres Fahrwerk, einen breiteren Rumpf, einen Verstellpropeller und konnte mit einer Vorrichtung zum Schleppen von Segelflugzeugen ausgerüstet werden.

## Technische Daten

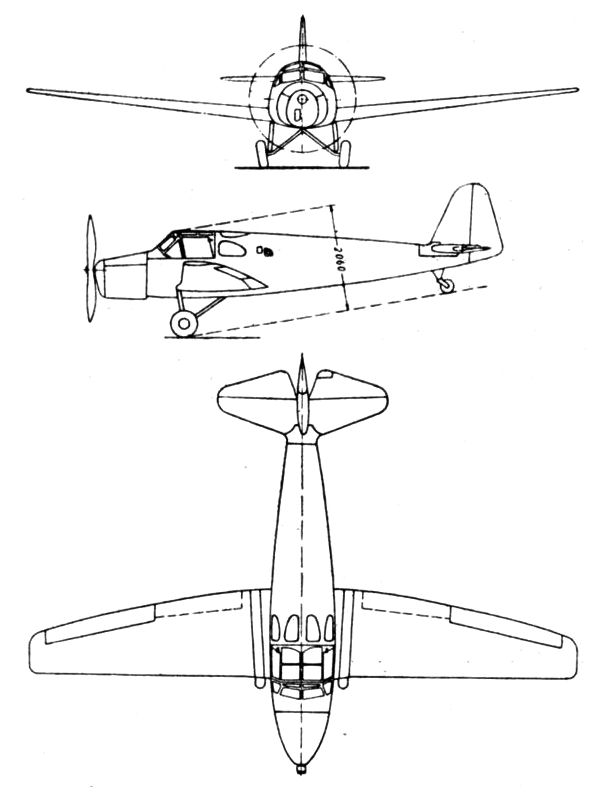
Dreiseitenriss der Ausführung von 1940

| Muster                | Klemm Kl 107                     | Klemm Kl 107 A                     | Klemm Kl 107 B                        | Klemm Kl 107 C                        | Bölkow Bo 207                         | Bölkow Bo 207 B                       |
| --------------------- | -------------------------------- | ---------------------------------- | ------------------------------------- | ------------------------------------- | ------------------------------------- | ------------------------------------- |
| Baujahr               | 1939                             | 1956                               | 1958                                  | 1959                                  | 1960                                  | 1962                                  |
| Besatzung             | 1 + 1 (2)                        | 1 + 2                              | 1 + 2                                 | 1 + 2                                 | 1 + 3                                 | 1 + 3                                 |
| Länge                 | 8,16 m                           | 8,30 m                             | 8,30 m                                | 8,30 m                                | 8,30 m                                | 8,30 m                                |
| Spannweite            | 10,87 m                          | 10,84 m                            | 10,84 m                               | 10,84 m                               | 10,81 m                               | 10,81 m                               |
| Flügelfläche          | 15,10 m²                         | 14,60 m²                           | 14,60 m²                              | 14,60 m²                              | 15,40 m²                              | 15,40 m²                              |
| Flügelstreckung       | 7,8                              | 8,0                                | 8,0                                   | 8,0                                   | 7,8                                   | 7,8                                   |
| Leermasse             | 480 kg                           | 530 kg                             | 570 kg                                | 625 kg                                | 700 kg                                | 740 kg                                |
| max. Startmasse       | 740 kg                           | 860 kg                             | 940 kg                                | 970 kg                                | 1200 kg                               | 1240 kg                               |
| Höchstgeschwindigkeit | 190 km/h                         | 185 km/h                           | 220 km/h                              | 235 km/h                              | 255 km/h                              | 250 km/h                              |
| Reisegeschwindigkeit  | 176 km/h                         | 165 km/h                           | 180 km/h                              | 205 km/h                              | 235 km/h                              | 225 km/h                              |
| Steiggeschwindigkeit  | 3,4 m/s                          | 3,4 m/s                            | 3,2 m/s                               | 4,0 m/s                               | 3,6 m/s                               | 3,3 m/s                               |
| Dienstgipfelhöhe      | 4200 m                           | 3000 m                             | 4400 m                                | 4150 m                                | 4300 m                                | 4000 m                                |
| Reichweite            | 670 km                           | 760 km                             | 760 km                                | 820 km                                | 1250 km                               | 1150 km                               |
| Triebwerke            | ein Hirth HM 500, 105 PS (77 kW) | ein Continental C90, 90 PS (66 kW) | ein Lycoming O-320 A, 150 PS (110 kW) | ein Lycoming O-320 A, 150 PS (110 kW) | ein Lycoming O-360 A, 180 PS (132 kW) | ein Lycoming O-360 A, 180 PS (132 kW) |

## Verbleib
Von den sechs Prototypen aus der Zeit von 1939 bis 1941 überstand keine Maschine das Ende des Zweiten Weltkriegs. Von den 54 Klemm Kl107B/C, die nach 1945 entstanden sind, existieren noch 17 Flugzeuge. Davon befinden sich 11 Klemm Kl107 noch in einem flugfähigen Zustand. Weitere fünf Maschinen werden instand gesetzt oder sind eingelagert. Bislang wird lediglich ein Exemplar in einem Museum für die Nachwelt museal erhalten (Stand Juli 2021).
Liste der noch existierenden Klemm Kl107 im Juli 2021:
- WNr. 109, D-EFOW, vermutlich in Bochum eingelagert?
- WNr. 111, D-EFEZ, flugfähig Flugwerk Mannheim e. V. in Mannheim
- WNr. 117, D-EGIX, flugfähig in Privatbesitz in Hodenhagen
- WNr. 124, D-EJUK, flugfähig bei Quax – Verein zur Förderung von historischem Fluggerät in Paderborn
- WNr. 126, D-ECAH, flugfähig in Privatbesitz in Uelzen
- WNr. 127, D-ECEH, flugfähig bei der LSG Hanns Klemm in Eutingen
- WNr. 128, D-ECIH, Instandsetzung bei der LSG Hanns Klemm in Eutingen
- WNr. 129, D-ECOH, ausgestellt im Technikmuseum in Berlin
- WNr. 131, D-ECYH, eingelagert in Paderborn
- WNr. 132, D-EKEK, flugfähig in Privatbesitz in Uelzen
- WNr. 135, CS-AFT, Status in Portugal unbekannt?
- WNr. 136, D-EFAH, flugfähig bei der LSG Hanns Klemm in Eutingen
- WNr. 139, D-EFOH, flugfähig in Privatbesitz in Borkenberge
- WNr. 146, D-EMYQ, vermutl. Instandsetzung in Mönchengladbach?
- WNr. 148, D-ELEQ, flugfähig in Privatbesitz in Bitburg
- WNr. 152, D-ELYQ, flugfähig in Privatbesitz in Friedrichshafen
- WNr. 154, D-ECAB, flugfähig in Privatbesitz in Leck